# Slapende Dame van Malta

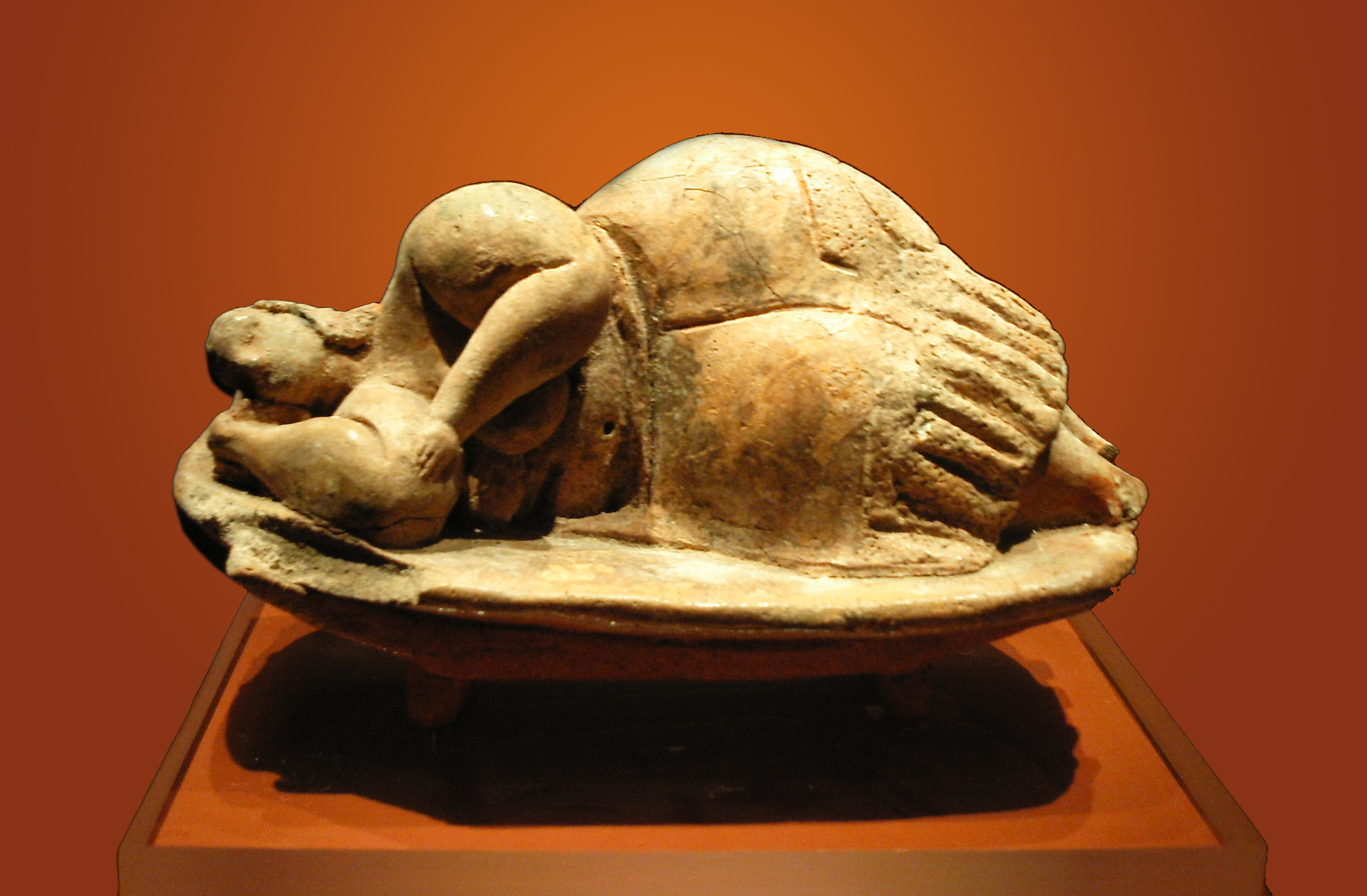
De 5000 jaar oude "Slapende Dame" van Hal Saflieni

De Sleeping Lady of Slapende Dame van Malta is een beeldje van 12,5 cm dat een vrouw in slaaphouding, liggend op een rustbed, voorstelt. Haar bovenlichaam is naakt; ze heeft brede heupen en draagt een rok met franjes. Het beeldje is vervaardigd uit klei en met rode oker gekleurd. Zowel het figuurtje als het onderstel zijn met veel zin voor detail uitgewerkt en het geheel getuigt van groot vakmanschap. Er bestaan verschillende hypotheses omtrent de betekenis van dit artefact. De meest voorkomende is dat de dame een godheid, gelinkt aan de begrafenisrituelen, voorstelt. Een andere is dat zij de personificatie van de dood is.
Het beeldje werd gevonden in het hypogeum van Ħal Saflieni op Malta en dateert uit het neolithicum, de periode dat de megalithische tempels werden gebouwd. Het bevindt zich thans in het archeologisch museum van Valletta.

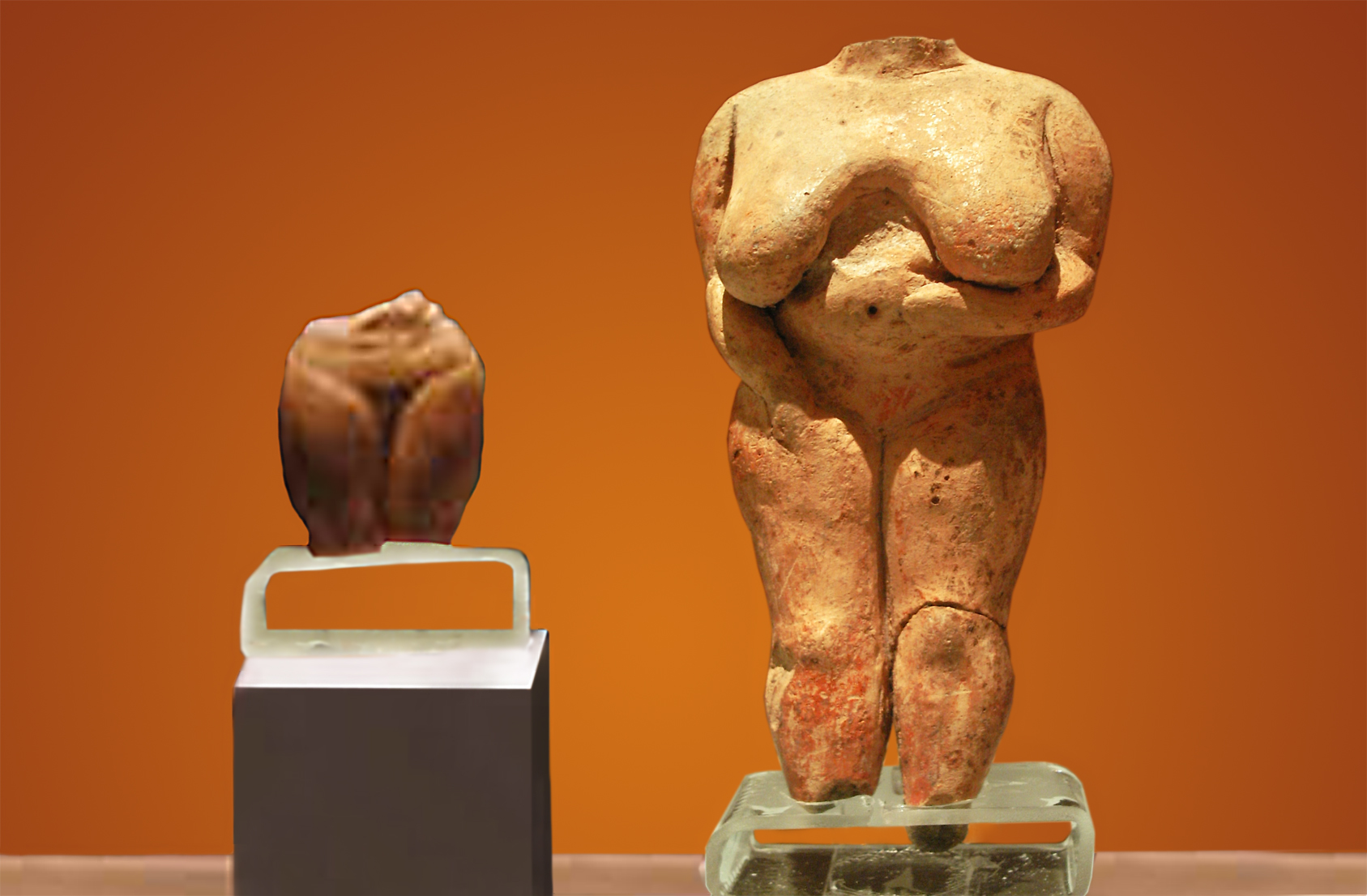
De ‘Venus van Malta’ in het archeologisch museum van Valletta

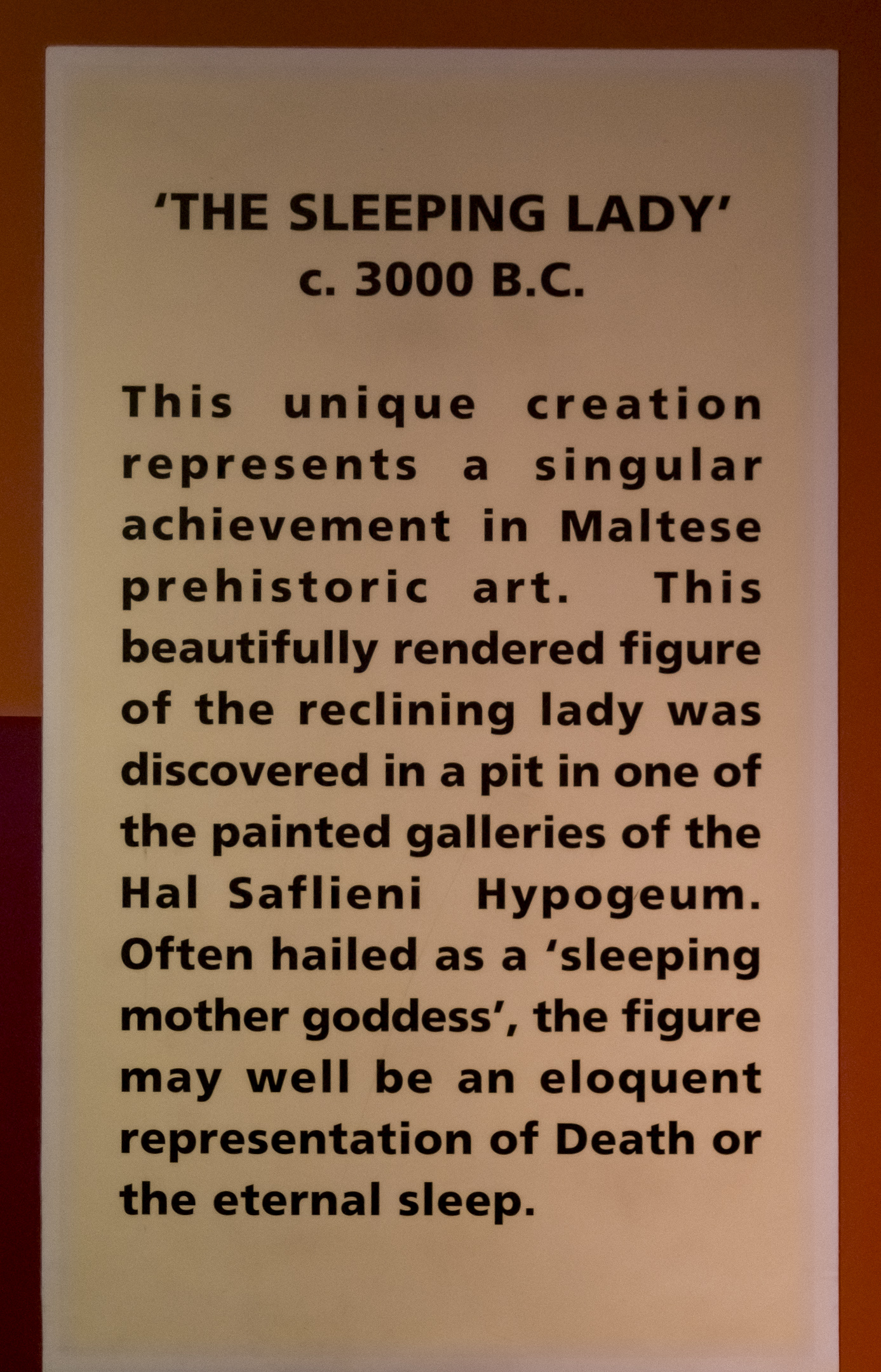
Beschrijving van het beeld zoals tentoongesteld in het museum

Een ander meesterwerk uit het Maltese neolithicum is de zogenaamde Venus van Malta gevonden in Ħaġar Qim en eveneens bewaard in het archeologisch museum van Valletta. Dit beeldje is ongeveer 10 cm groot, gemaakt uit klei en stelt een naakte vrouwelijke figuur voor. Het beeldje heeft geen hoofd maar de proporties zijn zeer natuurlijk. Vooral de rugstreek en de schouders zijn met zin voor detail weergegeven.
Er werden bij de opgravingen van de Maltese tempels nog andere vrouwenbeeldjes terug gevonden. Dit gebeurde onder meer in Ġgantija waar een neerzittend paar werd gevonden, gekleed in rokjes en met uitneembare hoofdjes waarvan één ontbreekt.
Dit artefact bevindt zich in het archeologisch museum van Victoria op Gozo.